# Robert Cecil Steele
Pour les articles homonymes, voir Robert Steele et Steele.
Robert Cecil Steele (5 août 1903-19 mai 1976) est un homme politique canadien de la Colombie-Britannique. Il est député provincial libéral de la circonscription britanno-colombienne de Omineca de 1949 à 1952 dans un gouvernement de coalition.